# 3-as busz (Karcag)
A karcagi 3-as jelzésű autóbusz egy helyi járat, ami a Vasútállomás és Nagyvénkert városrésze között közlekedik a Szivárvány utca és Kálvária megállóhely felé tett kerülővel. A viszonylatot a Volánbusz üzemelteti.

## Megállóhelyei
| 3 (Vasútállomás ◄► Autóbusz-állomás ◄► Nagyvénkert) | 3 (Vasútállomás ◄► Autóbusz-állomás ◄► Nagyvénkert) | 3 (Vasútállomás ◄► Autóbusz-állomás ◄► Nagyvénkert) | 3 (Vasútállomás ◄► Autóbusz-állomás ◄► Nagyvénkert) | 3 (Vasútállomás ◄► Autóbusz-állomás ◄► Nagyvénkert) | 3 (Vasútállomás ◄► Autóbusz-állomás ◄► Nagyvénkert) | 3 (Vasútállomás ◄► Autóbusz-állomás ◄► Nagyvénkert)                                               | 3 (Vasútállomás ◄► Autóbusz-állomás ◄► Nagyvénkert) |
| Sorszám (↓)                                         | Megállóhely                                         | Perc (↓)                                            | Perc (↓)                                            | Kilométer (↓)                                       | Kilométer (↓)                                       | Átszállási kapcsolatok                                                                            |                                                     |
| --------------------------------------------------- | --------------------------------------------------- | --------------------------------------------------- | --------------------------------------------------- | --------------------------------------------------- | --------------------------------------------------- | ------------------------------------------------------------------------------------------------- | --------------------------------------------------- |
| A 7+5 járat közül 2+1 nem érinti.                   |                                                     |                                                     |                                                     |                                                     |                                                     |                                                                                                   |                                                     |
| 0                                                   | Vasútállomás végállomás                             | –                                                   | 0                                                   | –                                                   | 0.0 km                                              | 1, 1A, 4 1066 4700, 4701, 4702, 4710, 4730, 4812 Karcag vá. (100. sz.)                            |                                                     |
| 1                                                   | Szivárvány utca                                     | –                                                   | 2                                                   | –                                                   | 0.8 km                                              | –                                                                                                 |                                                     |
| 2                                                   | Pislogó presszó                                     | –                                                   | 4                                                   | –                                                   | 1.4 km                                              | –                                                                                                 |                                                     |
| 3                                                   | Posta                                               | –                                                   | 5                                                   | –                                                   | 1.9 km                                              | 1, 1A, 4 4700, 4701, 4702, 4710, 4730                                                             |                                                     |
| 4                                                   | Kossuth tér                                         | –                                                   | 7                                                   | –                                                   | 2.3 km                                              | 1, 1A, 4 4700, 4701, 4702, 4710, 4715, 4720, 4730                                                 |                                                     |
| 5                                                   | Autóbusz-állomás vonalközi végállomás               | 0                                                   | 9                                                   | 0.0 km                                              | 3.4 km                                              | 1, 1A, 2, 2A, 4 1066, 1375, 1443 4616, 4619, 4700, 4701, 4702, 4704, 4710, 4715, 4720, 4730, 4812 |                                                     |
| 6                                                   | Szakképzési Centrum                                 | 2                                                   | 11                                                  | 0.7 km                                              | 4.1 km                                              | 4704                                                                                              |                                                     |
| 7                                                   | Kálvária                                            | 3                                                   | 12                                                  | 1.3 km                                              | 4.7 km                                              | 4704                                                                                              |                                                     |
| 8                                                   | Zöldfa utca                                         | 4                                                   | 13                                                  | 1.9 km                                              | 5.3 km                                              | –                                                                                                 |                                                     |
| 9                                                   | Kórház                                              | 6                                                   | 15                                                  | 2.6 km                                              | 5.9 km                                              | 1, 1A 1443 4616, 4700, 4701, 4702, 4710, 4715, 4730                                               |                                                     |
| 10                                                  | Nagyvénkert végállomás                              | 7                                                   | 16                                                  | 3.1 km                                              | 6.4 km                                              | 1, 1A                                                                                             |                                                     |